# Phaeoisaria clavulata
Phaeoisaria clavulata är en svampart som först beskrevs av Grove, och fick sitt nu gällande namn av E.W. Mason & S. Hughes 1953. Phaeoisaria clavulata ingår i släktet Phaeoisaria, divisionen sporsäcksvampar och riket svampar.   Inga underarter finns listade i Catalogue of Life.